# SVV/Dordrecht'90 in het seizoen 1992/93
Het seizoen 1992/1993 was het tweede en laatste jaar in het bestaan van de Dordtse betaaldvoetbalclub SVV/Dordrecht'90. De club kwam uit in de Eredivisie en eindigde daarin op de 18e plaats, dit hield in dat het rechtstreeks degradeerde naar de Eerste divisie. Tevens deed de club mee aan het toernooi om de KNVB beker, hierin werd de club in de derde ronde uitgeschakeld door FC Groningen (0–3).
De club begon nog aan het seizoen onder de naam SVV/Dordrecht'90, maar in september 1992 werd besloten de samenwerking met de club uit Schiedam stop te zetten en als Dordrecht'90 zelfstandig aan de competitie verder deel te nemen.
Op 2 mei 1993 speelde Dordrecht'90 de meest gedenkwaardige wedstrijden als ook de grootste gebeurtenis uit de clubhistorie. Na 35 minuten en een 0–1 achterstand tegen PSV thuis, kwam er een bommelding binnen waarna de tribunes werden ontruimd en de wedstrijd gestaakt werd. Men dacht dat dit een grap van Feyenoord supporters was, wat vooral bij PSV supporters vermoed werd. Mede door deze wedstrijd liep PSV met twee punten achterstand het kampioenschap mis en moest het aan Feyenoord laten. Ook Dordrecht kwam een punt tekort om degradatie aan het einde van het seizoen te ontlopen. De wedstrijd werd op 19 mei 1993 uitgespeeld en eindigde in 2–2.

## Selectie 1992/1993
| Nationaliteit             | Naam                 | Wedstrijd/doelpunt |
| ------------------------- | -------------------- | ------------------ |
| Keepers                   |                      |                    |
| Vlag van Nederland        | Ricardo de Jongh     | 5 (0)              |
| Vlag van Nederland        | Joop Hiele           | 30 (0)             |
| Verdedigers               |                      |                    |
| Vlag van Nederland        | Maarten Atmodikoro   | 24 (0)             |
| Vlag van Nederland        | Willy Boessen        | 17 (0)             |
| Vlag van Nederland        | Ries Fok             | 12 (0)             |
| Vlag van Nederland        | Michel Fortuin       | 5 (0)              |
| Vlag van Nederland        | Jan Mulder           | 10 (0)             |
| Vlag van Nederland        | Ton Rietbroek        | 1 (0)              |
| Vlag van Verenigde Staten | Steve Trittschuh     | 7 (0)              |
| Vlag van Nederland        | Warry van Wattum     | 27 (1)             |
| Vlag van Nederland        | Brian Wilsterman     | 27 (0)             |
| Middenvelders             |                      |                    |
| Vlag van Nederland        | Peter Barendse       | 19 (3)             |
| Vlag van Nederland        | Hans Kraay jr.       | 24 (1)             |
| Vlag van Nederland        | Michel Langerak      | 27 (6)             |
| Vlag van Nederland        | Reinier Robbemond    | 14 (0)             |
| Vlag van Nederland        | Robin Schmidt        | 14 (0)             |
| Vlag van Nederland        | Jerry Simons         | 30 (5)             |
| Vlag van Nederland        | Gerrie Slagboom      | 26 (3)             |
| Vlag van Nederland        | Eric van der Merwe   | 18 (1)             |
| Vlag van Turkije          | Arslan Yildiz        | 1 (0)              |
| Aanvallers                |                      |                    |
| Vlag van Nederland        | John de Bever        | 5 (0)              |
| Vlag van Nederland        | Virgil Breetveld     | 13 (0)             |
| Vlag van Nederland        | Patrick de Bruin     | 2 (0)              |
| Vlag van Nederland        | Pascal Langenhuijsen | 8 (2)              |
| Vlag van Nederland        | Jimmy Simons         | 8 (0)              |
| Vlag van Nederland        | Romano Sion          | 11 (2)             |
| Vlag van Nederland        | Romeo Wouden         | 31 (6)             |

## Wedstrijdstatistieken

### Eredivisie

#### Uitwedstrijden Dordrecht'90
| Tegenstander    | Uitslag |
| --------------- | ------- |
| Ajax            | 4-1     |
| FC Den Bosch    | 2-0     |
| SC Cambuur      | 5-0     |
| Feyenoord       | 3-0     |
| Fortuna Sittard | 0-2     |
| Go Ahead Eagles | 2-1     |
| FC Groningen    | 3-0     |
| MVV             | 1-0     |
| PSV             | 4-1     |
| RKC             | 0-3     |
| Roda JC         | 1-3     |
| Sparta          | 0-0     |
| FC Twente       | 2-3     |
| FC Utrecht      | 1-1     |
| Vitesse         | 3-0     |
| FC Volendam     | 4-1     |
| Willem II       | 5-0     |

#### Thuiswedstrijden Dordrecht'90
| Tegenstander    | Uitslag |
| --------------- | ------- |
| Ajax            | 0-3     |
| FC Den Bosch    | 1-1     |
| SC Cambuur      | 4-0     |
| Feyenoord       | 1-5     |
| Fortuna Sittard | 1-2     |
| Go Ahead Eagles | 0-0     |
| FC Groningen    | 0-0     |
| MVV             | 2-2     |
| PSV             | 2-2     |
| RKC             | 0-1     |
| Roda JC         | 0-1     |
| Sparta          | 0-0     |
| FC Twente       | 0-0     |
| FC Utrecht      | 0-2     |
| Vitesse         | 3-3     |
| FC Volendam     | 0-4     |
| Willem II       | 0-2     |

#### Eindstand
| N  | Club             | WG | W | V  | DV | DT | +/− | Punten |
| -- | ---------------- | -- | - | -- | -- | -- | --- | ------ |
| 15 | Go Ahead Eagles  | 34 | 8 | 17 | 36 | 64 | −28 | 25     |
| 16 | Fortuna Sittard  | 34 | 7 | 20 | 35 | 76 | −41 | 21     |
| 17 | FC Den Bosch     | 34 | 6 | 19 | 35 | 79 | −44 | 21     |
| 18 | SVV/Dordrecht'90 | 34 | 5 | 19 | 30 | 68 | −38 | 20     |

### KNVB beker
| 2e ronde                                       | SVV/Dordrecht'90                                          | 3 – 0 (2 – 0) | RBC          |
| 19 september 1992 Plaats: Dordrecht Krommedijk | Robin Schmidt 8' Virgil Breetveld 15' Michel Langerak 46' |               |              |
| 3e ronde                                       | FC Groningen                                              | 3 – 0 (1 – 0) | Dordrecht'90 |
| 28 oktober 1992 Plaats: Groningen Oosterpark   | Mart van Duren 19', 86' Jos Roossien 47'                  |               |              |

## Statistieken Dordrecht'90 1992/1993

### Eindstand Dordrecht'90 in de Nederlandse Eredivisie 1992 / 1993
| Stand | Gespeeld | Gewonnen | Gelijk | Verloren | Punten | Doelpunten voor | Doelpunten tegen |
| ----- | -------- | -------- | ------ | -------- | ------ | --------------- | ---------------- |
| 18e   | 34       | 5        | 10     | 19       | 20     | 30              | 68               |

### Topscorers
| #      | Naam                 | Goal |
| ------ | -------------------- | ---- |
| 1.     | Michel Langerak      | 6    |
| 1.     | Romeo Wouden         | 6    |
| 3.     | Jerry Simons         | 5    |
| 4.     | Peter Barendse       | 3    |
| 4.     | Gerrie Slagboom      | 3    |
| 6.     | Pascal Langenhuijsen | 2    |
| 6.     | Romano Sion          | 2    |
| 8.     | Hans Kraay jr.       | 1    |
| 8.     | Eric van de Merwe    | 1    |
| 8.     | Warry van Wattum     | 1    |
| Totaal | Totaal               | 30   |

| #      | Naam             | Goal |
| ------ | ---------------- | ---- |
| 1.     | Virgil Breetveld | 1    |
| 1.     | Michel Langerak  | 1    |
| 1.     | Robin Schmidt    | 1    |
| Totaal | Totaal           | 3    |

## Voetnoten
Ajax ·
FC Den Bosch ·
Cambuur Leeuwarden ·
Feyenoord ·
Fortuna Sittard ·
Go Ahead Eagles ·
FC Groningen ·
MVV ·
PSV ·
RKC ·
Roda JC ·
Sparta Rotterdam ·
SVV/Dordrecht '90 ·
FC Twente ·
FC Utrecht ·
Vitesse ·
FC Volendam ·
Willem II